# Dompremy
Dompremy ist eine französische Gemeinde im Département Marne in der Region Grand Est. Sie hat eine Fläche von 3,66 km² und 116 Einwohner (2022).
Nachbargemeinden sind: Ponthion, Le Buisson, Blesme, Haussignémont, Favresse und Brusson.

## Bevölkerungsentwicklung
| Jahr                       | 1962 | 1968 | 1975 | 1982 | 1990 | 1999 | 2004 | 2009 | 2018 |
| -------------------------- | ---- | ---- | ---- | ---- | ---- | ---- | ---- | ---- | ---- |
| Einwohner                  | 72   | 76   | 67   | 52   | 77   | 93   | 96   | 123  | 136  |
| Quellen: Cassini und INSEE |      |      |      |      |      |      |      |      |      |

## Sehenswürdigkeiten
- Kirche Saint-Rémi (Monument historique), erbaut im 12./13. Jahrhundert
- Mühle (Monument historique)

## Weblinks

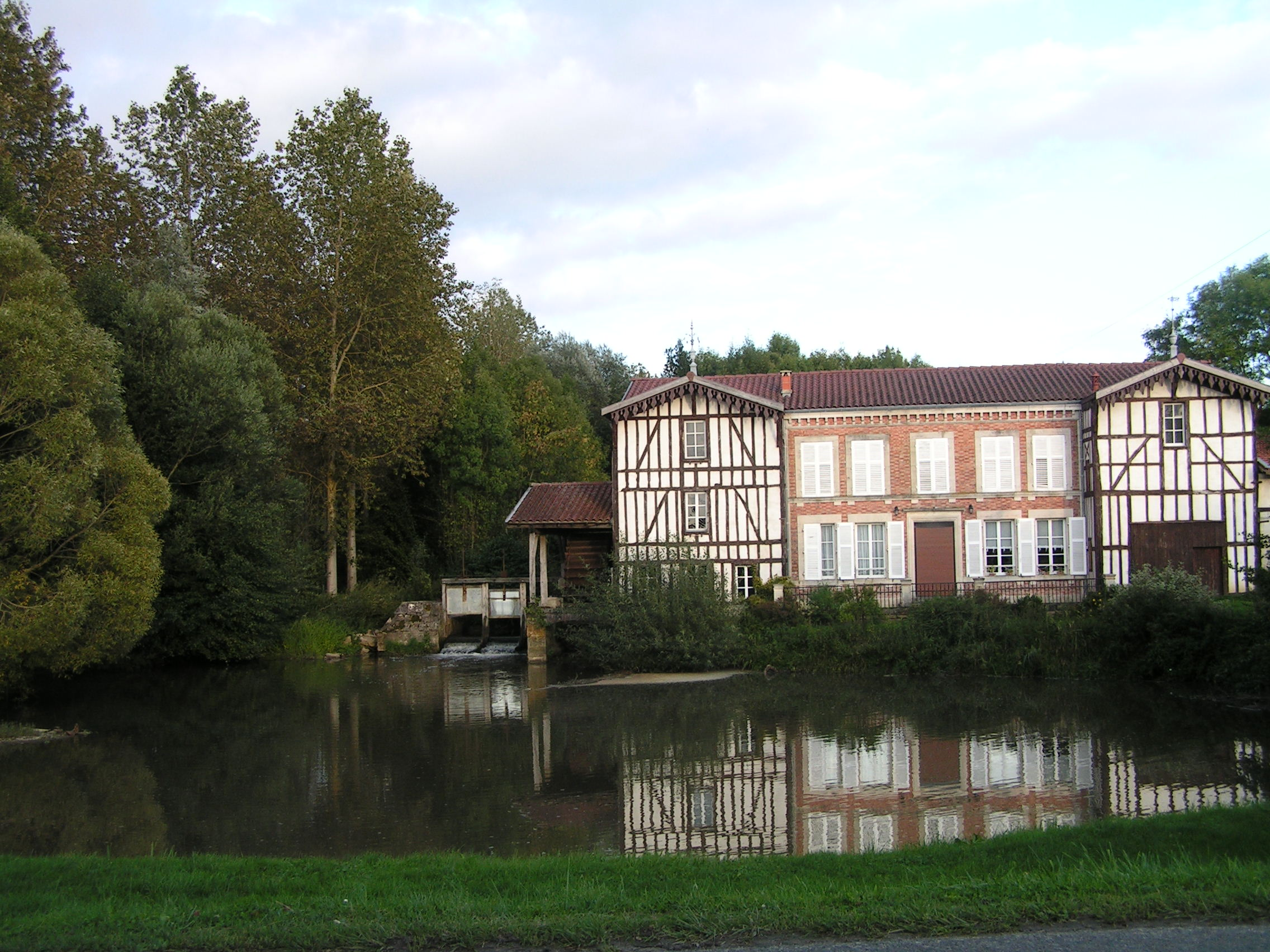
Mühle von Domprémy